# Ivan Douda
Ivan Douda (* 11. prosince 1943 Hradec Králové)  je český psycholog a psychoanalytik, který se 45 let zabýval léčbou drogových závislostí a přednáškovou činností.

## Život
Narodil se v rodině královéhradeckého drogisty. Po průmyslovce studoval krátce na Vysokém učení technickém. Po povinné vojenské službě se vrátil do Hradce Králové, kde pracoval jako technik a oženil se. Na podnět své známé odjel do Prahy, kde vystudoval psychologii na filozofické fakultě Univerzity Karlovy. 
Po absolutoriu studia složil přijímací zkoušku na klinice u doc. Jaroslava Skály a nastoupil jako terapeut v protialkoholní léčebně U Apolináře. 
Po osamostatnění se spojil s psychiatrem MUDr. Jiřím Preslem a otevřeli si na Starém Městě v ulici Karolíny Světlé vlastní praxi léčby toxikomanů způsobem substituce drog, tzv. nízkoprahové středisko Drop in. Ve své době zaujímal radikální postoje, protože prosazoval u toxikomanů výměnu injekčních jehel, spolupráci terénních pracovníků a legalizaci užívání marihuany.
Ve svém oboru je dosud aktivní. 
Napsal několik publikací z oboru.